# Josselin de Rohan (évêque)
Josselin de Rohan, mort le 21 mars 1388, est un homme d'Église breton du XIVe siècle. Il est évêque de Saint-Malo de 1375 à sa mort.

## Biographie

### Origines et famille
Josselin de Rohan est issu de la Maison de Rohan, l'une des plus anciennes et puissantes familles de la noblesse bretonne dont l'origine remonte au XIe siècle. Il est le fils aîné d'Olivier, vicomte de Rohan, et de Jeanne de Léon, sa seconde épouse.

### Homme d’Église et évêque de Saint-malo
D'abord prieur de Saint-Lazare de Montfort et chanoine de Saint-Malo, avant d'être nommé évêque de Saint-Malo le 7 juillet 1375. Imbu des maximes de quelques-uns de ses prédécesseurs qui, pour le temporel, prétendaient dépendre immédiatement du Saint-Siège, il ne voulut jamais prêter le serment de fidélité au duc de Bretagne, Jean IV. Le roi de France prit alors Josselin de Rohan sous sa protection, mais il ne peut empêcher les officiers du duc de saisir le temporel de l'évêché de Saint-Malo, dont le prélat ne recueillit aucun fruit pendant les dernières années de sa vie.
Après avoir menacé le duc d'excommunication, Josselin de Rohan finit cependant par conclure un traité de paix avec ce prince, en 1384, à la demande du pape Urbain VI, qui intervint dans le démêlé.

Il meurt le 21 mars 1388 d'après le nécrologe de Montfort, et est enterré dans le chœur de la cathédrale de Saint-Malo, du côté de l'épître. Son tombeau, placé en face de celui de Jean de la Grille, porte cette inscription latine :

« QUI FUERAM QUONDAM TITULIS ET NOMINE CLARUS - PULVERE NUNC PULVIS HIC PREMOR EXIGUO - LONGO QUISQUIS AMAS CENSERI SANGUINE, LECTOR, - ASPICE QUAM SUBITO DEFLUAT ORBIS HONOS ! - NON NOSTROS OBITUS DOLEAS : SED, CARNE SOLUTI, - CHRISTE, SACERDOTIS DIC MISERERE TUI ! »